# 나가사키 사건

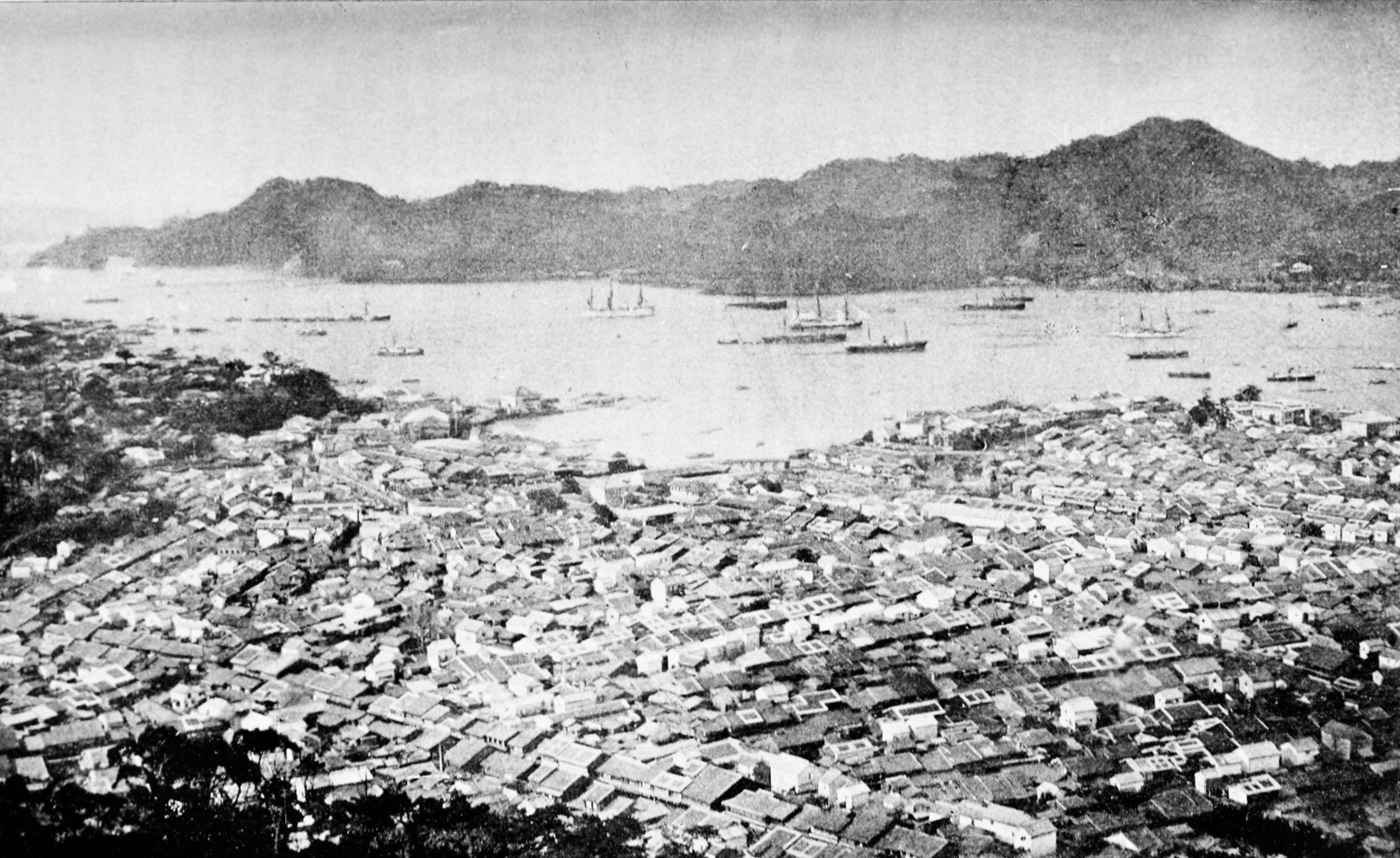
나가사키 항 (1893)

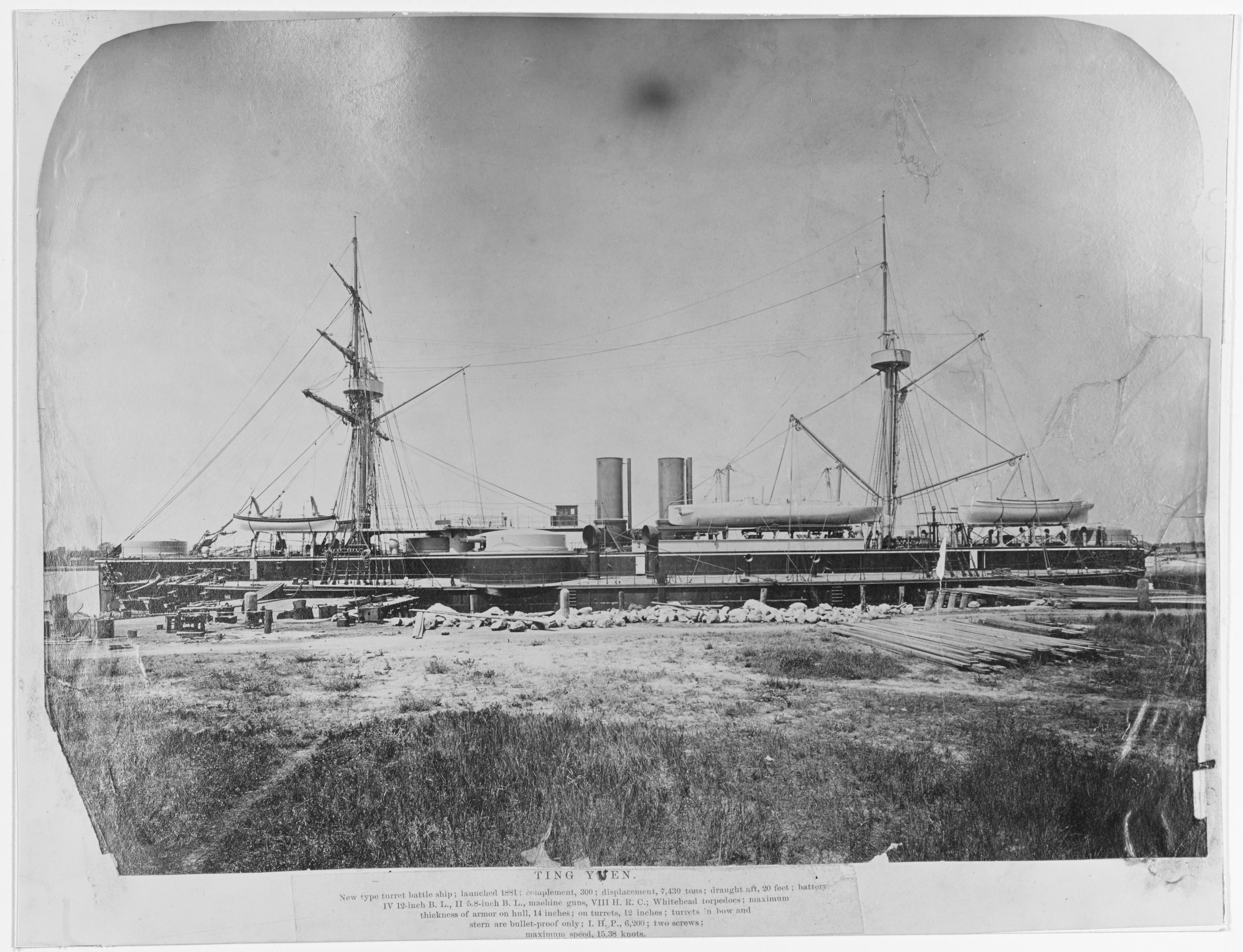
정원

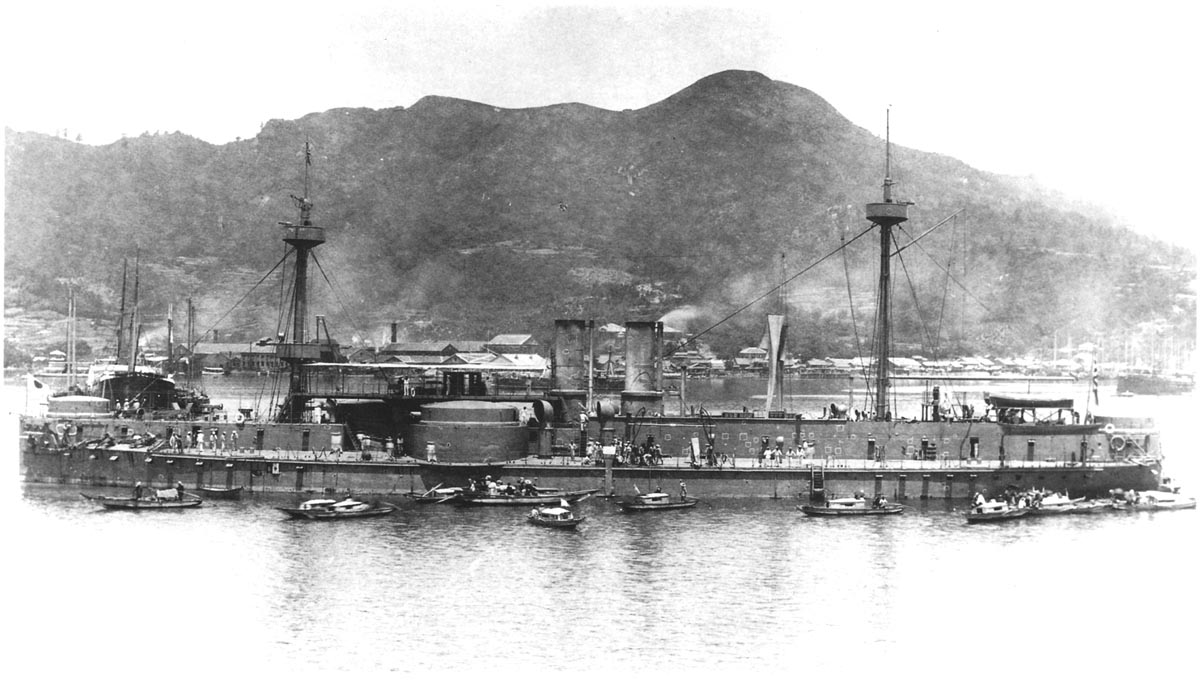
진원

나가사키 사건(長崎事件)은 1886년 8월에 나가사키에 내항한 청나라 북양 함대의 수병이 일으킨 폭동 사건이다. 나가사키 청나라 수병 사건(長崎清国水兵事件)이라고도 불린다.

## 개요
1886년 7월, 청나라의 북양 함대는 조선 동해안의 원산에 출동했다. 이것은 조선 문제를 둘러싸고 당시 청나라와 대립하고 있던 러시아를 위협하기 위함이었다. 이 출동의 귀로에 함대는 나가사키에 기항했다. 나가사키에 기항한 목적 자체는 연료의 보급과 북양 함대의 주력인 정원급 전함의 수리에 있었다. 특히 정원급은 당시 수리가 필요한 단계에 와 있었지만, 당시 동아시아에는 거대한 정원급을 수용할 수 있는 도크가 나가사키에 밖에 없었던 것이다.
1886년 8월 1일, 청나라 해군 북양 함대 중 정원, 진원, 제원, 위원까지 4척의 군함이 나가사키 항에 입항했다.
8월 13일, 500명의 청나라 수병이 마음대로 상륙을 했다. 유곽에서 등루 순서를 둘러싼 오해로 인하여 비품을 부수거나 폭행을 일삼는 등의 문제가 발생했다. 나가사키 시내를 몰려 다니며 상점에 침입해 금품을 강탈하기도 했다. 일부는 만취되어 시내에서 난동 피우거나, 부녀자를 쫓아다니는 등 난동과 행패가 극에 다했다. 결국, 나가사키현 경찰부의 경찰이 진압을 하기 위해 출동했다. 그리고 경찰과 청나라 수병이 모두 별도 칼을 빼어들었고, 시가전으로 발전하여 서로 칼부림을 한 결과 양쪽 모두 80여명의 사상자를 내고 수병은 체포되었다. 수병은 골동품 가게에서 구입한 일본도를 무기로 사용했다. 이를 계기로 양국 간의 분위기가 험악해지게 되었다.
8월 14일, 나가사키현 지사 쿠사카 요시오와 청국 영사관, 채헌의 회담에서 청나라 측은 집단적인 선원의 상륙을 금지시키고, 또 상륙을 허용할 때는 감독할 장교를 동반할 것을 합의했다.
그러나 8월 15일, 전날의 합의를 어기고, 오후 1시경부터 300명의 선원이 상륙했다. 곤봉을 가진 사람도 있었고, 또한 도검을 구입한 사람도 적지 않았다. 청나라 수병 몇 명이 파출소 앞에서 일부러 방뇨를 했고, 파출소의 순경이 주의를 주면 그들은 그 순사에게 뭇매를 가했다. 300명의 청나라 병사들이 3명의 순경을 폭행하여 1명이 사망했다. 이를 보고 있던 인력거꾼들이 격앙되어 청나라 수병에게 덤벼들었다. 그러자 청나라 수병 패거리가 가세하면서 큰 싸움이 되었다. 통제에 들어간 경찰관과 청나라 수병이 또 다시 칼을 들고 싸우는 사태로 발전했고, 각각 많은 사상자를 냈다. 청나라 측은 장교 1명이 사망하고, 3명 부상당했으며, 청나라 수병은 3명이 사망하고, 50여명 부상을 입었다. 일본인 측도 경감 3명이 부상당하고, 순사 2명이 죽고, 16명이 부상을 당했다. 일본인 민간인도 수십 명이 부상을 당하는 대사건이 되었다.

### 처리
사건 이후 청일 양국은 나가사키에서는 영국과 프랑스인 변호사까지 더해진 위원회가 소집되었다. 또 도쿄에서는 이노우에 외무 장관과 서승조 청나라 주일 공사에 의해 협상이 진행되었으며, 결국은 영국, 독일 등의 중재를 거쳐 타결되었다. 그 내용은 사건 당사자에 대해서는 소속 국가의 법률에 의해 처분하고, 보상으로 일본은 52500엔, 청나라에서 15500엔을 지출한다는 것이었다.
당시 일본의 개항 지역에서는 치외법권이 있었기 때문에, 나가사키 사건의 재발을 방지하기 위해 청일 양국은 상호 군함 왕래에 대해 규칙을 정하고, 양국의 군함이 상대국을 방문할 때 상대국 측의 규칙을 지키고, 상륙하는 사병의 제한하도록 합의했다.

## 영향
사건 이후 청나라는 일본 측에 무례를 사과하지 않았고, 오히려 압도적인 해군력을 배경으로 고압적인 태도로 나왔다. 당시 청나라는 정원을 비롯한 최신식 전함을 보유하고 있어 일본 해군을 이길 수 있다고 믿고 있었다. 이 사건보다 2년 전에 발생한 갑신정변에서도 일본은 청나라에 패퇴했으며, 당시 청일의 역학 관계는 청나라가 우위에 있었다.
이 사건은 1884년 갑신정변과 함께 일본의 반청 감정을 자극했고, 후일 청일 전쟁을 일으키는 원인 중 하나가 되었다. 또한 도야마 미쓰루 등이 결성한 정치 결사인 현양사가 당초의 ‘민권론’에서 ‘국권론’으로 전환하는 계기가 되었다.
북양 함대는 그 후에도 1891년과 1892년에 두 차례 일본을 방문했다. 두 차례 모두 사전에 일본 정부의 양해를 얻었다 1886년과 완전히 태도가 달라져, 겉으로는 양국의 친선이 이뤄지는 것처럼 보였다. 1891년 방문에서는 북양 함대의 수행원이 조선소와 관공서를 방문했고, 또한 주력함인 정원에도 일본의 황족이나 장관, 해군 군인을 초청해 내부를 공개했다. 청나라 측이 일본 인사를 정원으로 초대한 것은 그들의 도량을 과시할 속셈이었지만, 이것은 오히려 정원의 함내 구조와 북양 함대 사병의 낮은 숙련도를 일본 해군에 노출한 결과가 되었다. 이것은 청일 전쟁이 발발한 이후 황해 해전에서 청나라가 패배한 요인 중 하나가 되었다.

## 같이 보기
- 청일 전쟁

## 참고 문헌
- 《중국 해군과 현대 일중 관계》 馮青, 錦正社 2011년
- 나가사키현 경찰사 편집위원회, 《나가사키현 경찰사》 상권 나가사키 현 경찰 본부, 1976년